# France 3 Corse
Ne doit pas être confondu avec France 3 Via Stella.
France 3 Corse est l'une des 24 antennes régionales de France Télévisions. Elle a le statut de direction territoriale. Lancée le 16 décembre 1982, la chaîne reprend alors l'essentiel des émissions nationales de France 3, auxquelles viennent s'ajouter des productions locales (décrochages régionaux avec les éditions d'information du 12/13 et du 19/20, magazines, séries et quelques événements locaux).  
Le siège de la chaîne est situé à Ajaccio. Autre implantation à Bastia, avec un bureau délocalisé. 
France 3 Corse produit également une version satellitaire baptisée France 3 Via Stella et lancée en 2007, reprenant la quasi-totalité des émissions diffusées sur le réseau local.

## Identité visuelle
Le 29 janvier 2018, France 3 met à l'antenne le nouveau logo de la déclinaison régionale Corse.

Logo de l'O.R.T.F. Télévision Marseille Provence du 27 juin 1964 au 5 janvier 1975.
Logo de FR3 Provence-Alpes-Côte d'Azur-Corse du 6 janvier 1975 au 15 décembre 1982.
Logo de FR3 Provence-Alpes-Côte d'Azur-Corse du 6 mai 1986 au 22 novembre 1987.
Logo de France 3 Corse du 7 septembre 1992 au 6 janvier 2002.
Logo de France 3 Corse du 7 janvier 2002 au 6 avril 2008.
Logo de France 3 Corse depuis le 29 janvier 2018.

## Présentateurs
- Sébastien Luciani (12/13 et 19/20)
- Delphine Leoni (12/13 et 19/20 weekend)
- Stella Rossi (12/13 et 19/20)
- Jean-André Marchiani (12/13 et 19/20)
- Marianne Romani (19/20)
- Frédéric Danesi (12/13 et 20h)
- Pierrick Nannini (12/13 et 20h)
- Emilie Arraudeau  (12/13 et 19/20)
- Dominique Moret (12/13 et 20h)

## Slogans
- 1992-2001 : « France 3, la télé qui prend son temps »
- 2001-2010 : « France 3, de près, on se comprend mieux »[2]
- 2010-2011 : « France 3, avec vous, à chaque instant »
- 2011-2012 : « Entre nous, on se dit tout »
- 2012-2013 : « Vous êtes au bon endroit »
- 2013 : « Depuis 40 ans, vous êtes au bon endroit »
- Novembre 2013 : « Nos régions nous inspirent, nos régions vous inspirent »
- Septembre 2018 : « Sur France 3, vous êtes au bon endroit »